# 小鉾岸川
小鉾岸川（おふきしがわ）は、北海道胆振総合振興局管内を流れ噴火湾に注ぐ二級河川。小鉾岸川水系の本流である。

## 地理
北海道胆振総合振興局虻田郡豊浦町にある三等三角点金山で源を発し、支流の豊泉川と合流し大岸付近の河口で噴火湾に注ぐ。

## 名称の由来
アイヌ語由来であり、その名称となった由来については下記の各説が出されている。
小鉾岸、負岸、の表記で下流域の地名ともなっていたが、地名については後年「大岸」に改名されている。
| アイヌ語                     | アイヌ語         | 意味                       | 由来 |
| カタカナ表記（アコㇿイタㇰ） | ラテン翻字       | 意味                       | 由来 |
| ---------------------------- | ---------------- | -------------------------- | --- |
| オㇷ゚ケㇱ                     | op-kes           | 銛・足                     | 秦檍麻呂『東蝦夷地名考』（1824年）による。海岸の形が銛の石突につけるＵ字型の器具に似ていたため。幕末・明治の探検家松浦武四郎は、銛の石突を神が拾ったという伝説を紹介している。                                 |
| オㇷ゚ケㇱペシㇼエトゥ         | op-kespe-sir-etu | 槍端岬？                   | 永田方正による。銛の石突に似た岩がある岬から。 ただし、山田秀三に「kespe」の語尾の「pe」が語法上おかしいことを指摘されている。                                                                                 |
| オプケプシシレト〔ママ〕     | 不明             | 槍の先端に似た岩のある岬   | 『駅名の起源』（1939年版）より。 |
| オㇷ゚ケウㇱペッ               | op-ke-us-pet     | 槍・を削る・いつもする・川 | 『駅名の起源』は1950年版からこの説を採用し、1973年（昭和48年）に国鉄北海道総局が発行した『北海道 駅名の起源』でも同説を紹介。                                                                                  |
| オㇷ゚ケㇱペ                   | op-kes-pe        | 鉾・末・所                 | 上原熊次郎による。同地の東西に岬があり、この形がアイヌが漁に用いる鉾の末にあるような入り江であったため。山田秀三は語法上、op-kes-un-pe（銛の・末端・にある・もの）などが略されたものではないかと指摘している。 |

## 流域の自治体

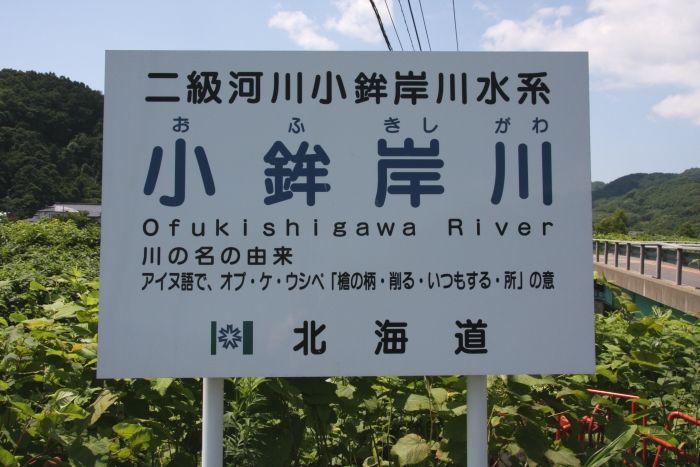
国道大岸橋にある小鉾岸川の河川標識

北海道
胆振総合振興局豊浦町

## 支流
括弧内は流域の自治体
- 岩間沢（豊浦町）
- 高橋沢川（豊浦町）
- ペタヌ川（豊浦町）
- 豊泉川（豊浦町）
- 芝伏川（豊浦町）

## 主な橋梁
- 大岸橋 - 道央自動車道
- 大岸橋 - 国道37号（国道230号重複区間）
- 小鉾岸川橋梁 - JR室蘭本線